# هانيويل بريموس

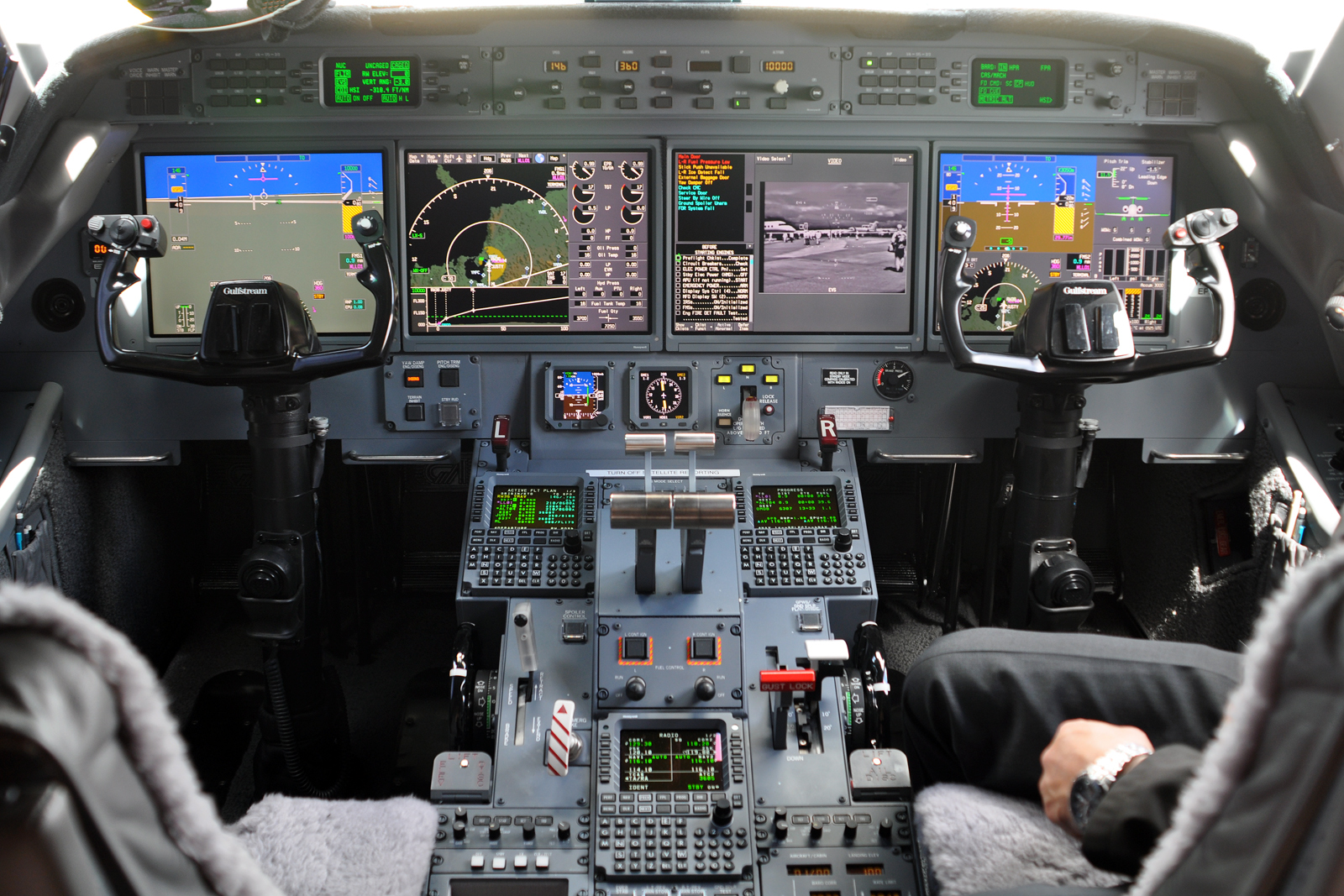
قمرة قيادة طائرة غلف ستريم G500

هانيويل بريموس هي مجموعة أنظمة أدوات الطيران الإلكتروني (EFIS) المصنعة من قبل شركة هانيويل إيروسبيس  . يتكون كل نظام من وحدات عرض متعددة تستخدم كشاشة عرض الرحلة الأساسية وشاشة متعددة الوظائف .

## بريموس 1000
يستخدم نظام بريموس 1000 في:
- سيسنا سايتايشن II
- سيسنا سايتايشن 5
- سيسنا سايتايشن إكسيل
- عائلة امبراير ERJ 145
- امبراير ليجاسي 600
- ليرجيت 45

## بريموس 2000 / 2000XP
يتم استخدام نظامي بريموس 2000 و بريموس 2000XP في:
- بومباردييه جلوبال إكسبريس (2000XP)
- سيسنا سايتايشن X
- دورنير 328
- فالكون 900

## بريموس ايليت
بريموس ايليت عبارة عن ترقية لسلسلة SPZ-8000 الأقدم ومنصات طيران بريموس 1000 و 2000 / 2000XP . تتضمن الترقية استبدال شاشة أنبوب الأشعة المهبطية (CRT) بشاشات عرض بلورية سائلة خفيفة الوزن جديدة (LCD). تشتمل شاشات بريموس ايليت أيضًا على قدرة مُحسَّنة لنظام الرؤية الاصطناعية SVS ، ومخططات جبيسين ، مُحسَّنة بطقس XM ، والمطارات ، و المساعدات الإرشادية الملاحية، و التنبؤ بالطقس بالمطار ، و تقرير الطقس للمطار ، والحدود الجيوسياسية ، والخطوط الجوية ، ومعلومات المجال الجوي ، و NOTAMs والعديد من الميزات الأخرى. تحتوي الشاشة متعددة الوظائف على جهاز تحكم في المؤشر (CCD) لتحديد الخيارات المتنوعة المذكورة أعلاه.

## بريموس أبيكس
يعتمد نظام بريموس أبيكس على بريموس إيبك وهو مصمم للطائرات ذات المحرك التوربيني بطيار واحد والطائرات النفاثة الخفيفة جدًا .
يتم تثبيته في:
- بيلاتوس بي سي-12
- دي هافيلاند كندا دي إتش سي 6 توين أوتر

## بريموس إيبك / إيبك 2
تم تصميم بريموس إيبك و بريموس إيبك 2 لطائرات رجال الأعمال المكونين من طاقمين أو الطائرات الإقليمية.
يتم استخدام النظام على:
- سيسنا سايتيشن سوفرين
- داسو فالكون 7X
- عائلة Embraer E-Jet
- عائلة Embraer E-Jet E2 (Epic 2)
- غلف ستريم G350 / G450
- غلف ستريم G500 / G550
- غلف ستريم G650 / G650ER
- هوكر 4000
- بيلاتوس PC-24 (إيبك 2)

في حين أن قمرة القيادة إيبك مصممة بشكل أساسي للطائرات النفاثة ، إلا أنها تستخدم أيضًا في طائرة الهليكوبتر المتوسطة الحجم أغستاوستلاند إيه دبليو 139 ، والتي تم اعتمادها لعمليات IFR للطيار الفردي.
تم تطوير نظام إلكترونيات الطيران المحسن (EASy) التابع لشركة داسو بالاشتراك مع شركة هانيويل وهو يعتمد على بريموس إيبك .
تستند قمرة القيادة PlaneView التابعة لشركة غلف ستريم إيروسبيس أيضًا إلى بريموس إيبك .

## روابط خارجية
- طائرات هانيويل بريموس
- بريموس إيبك